# 比爾·尼古臣
威廉·愛德華·尼古臣 OBE（英語：William Edward Nicholson，1919年1月26日—2004年10月23日）是一名英格蘭前職業足球員、教練及領隊。他的足球生涯完全在都是在托定咸熱刺足球會，先在球隊踢了18年球，退休後3年便帶領球隊17年，合共35年，是球壇中最忠誠的球員之一。